# Vilémovci
Vilémovci byli bavorským šlechtickým rodem, který se proslavil především v polovině 9. století, kdy moc v Panonské marce získali bratři Vilém II. Traungavský a Engilšalk I. Hornopanonský, synové zakladatele rodu, Viléma I. Traungavského. Vilémovci vládli v Panonské marce až do roku 871, kdy jejich moc byla příčinou bojů s Aribonidy, které vyústily ve válku Vilémovců. Vilémovci v bojích měli podporu Arnulfa Korutanského a Svatopluka I. Moravského.
Vilémovci získali zpět část svého ztracené území poté, co se roku 887 stal králem Arnulf Korutanský. V roce 893 se však dostali do sporu s bavorskou aristokracií, která bez Arnulfova souhlasu nechala uvěznit a oslepit markraběte Engilšaka II. V následujících letech někteří šlechtici rodu Vilémovců uprchli na Moravu a jiní byli vyhnáni od dvora. Brzy na to se z dochovaných zdrojů informace o Vilémovcích vytratily.